# Kativik
Kativik är en sekundärkommun i norra Québec, i den administrativa regionen Nord-du-Québec. Jämfört med andra sekundärkommuner i Québec har Kativik utökat kommunalt självstyre, i form av Kativik Regional Government, Kativik nunalilimat govamanga eller Administration régionale Kativik. Kommunen omfattar hela Nunavik, den del av Québec som ligger norr om 55:e breddgraden, med undantag för de territorier som hör till cree-byn Whapmagoostui. Huvudort är Kuujjuaq. Kommunen omfattar 417 757,38 km² land och hade 14 050 invånare vid folkräkningen 2021, varav ungefär 90 % inuiter.
Kativik Regional Government skapades 1978 efter Convention de la Baie-James et du Nord québécois, ett avtal mellan provinsregeringen och befolkningen i området. Arbetet leds av ett regionfullmäktige, vars sjutton medlemmar utses av de ingående primärkommunernas invånare, både inuiter och icke-inuiter. Regionfullmäktige utser en styrelse bestående av fem av sina medlemmar. Verksamheten finansieras huvudsakligen av provinsregeringen och den federala regeringen.

## Administrativ indelning
Kativik omfattar fjorton nordliga bykommuner (municipalités de village nordique), tretton inuitterritorier i anslutning till byarna (terres réservées inuites, Puvirnituq saknar ett sådant territorium), ett naskapiterritorium (communauté naskapi) samt de två kommunfria områdena Rivière-Koksoak och Baie-d'Hudson utan invånare som förvaltas av Kativik Regional Government. Naskapiterritoriet hör till Kawawachikamach, en by strax utanför Kativik, i regionen Côte-Nord.

### Nordliga bykommuner
- Akulivik
- Aupaluk
- Inukjuak
- Ivujivik
- Kangiqsualujjuaq
- Kangiqsujuaq
- Kangirsuk
- Kuujjuaq
- Kuujjuarapik
- Puvirnituq
- Quaqtaq
- Salluit
- Tasiujaq
- Umiujaq

## Artikelursprung
Den här artikeln är helt eller delvis baserad på material från engelskspråkiga Wikipedia.